# Joseph Marie Anthony Cordeiro
Joseph Marie Anthony kardinál Cordeiro (19. ledna 1918 Bombaj – 11. února 1994 Karáčí) byl pákistánský římskokatolický kněz, arcibiskup Karáčí, kardinál.

## Život
Studoval literaturu na univerzitě v Karáčí a poté vstoupil do semináře na Cejloně. Kněžské svěcení přijal 24. srpna 1946. Působil jako kaplan v Karáčí a zároveň zde plnil povinnosti zástupce ředitele dvou katolických škol v metropoli Pákistánu. Po studiích v Oxfordu se stal ředitelem nového nižšího semináře v Karáčí. Věnoval se pastoraci mládeže a vedl pro ně rekolekce.
Dně 7. května 1958 ho papež Pius XII. jmenoval biskupem v Karáčí, biskupské svěcení přijal 24. srpna téhož roku. Účastnil se jednání Druhého vatikánského koncilu, zejména jednání komise pro řehole. Jako ordinář Karáčí kladl důraz na charitativní činnost církve mezi nejvíce potřebnými, podporoval iniciativy laiků a vznik nových řeholních komunit. V roce 1971 byl jmenován členem papežské rady Cor Unum. Při konzistoři 5. března 1973 ho papež Pavel VI. jmenoval kardinálem. Účastnil se obou konkláve v roce 1978.